# Caspar von Barth
Caspar von Barth (Küstrin, 21 de junio de 1587-Leipzig, 17 de septiembre de 1658), transcrito asimismo Gaspar von Barth y también con el apellido latinizado como Barthius, fue un escritor y filólogo alemán.
Nació en Küstrin (hoy Kostrzyn nad Odrą en Polonia), situada en la región de Brandeburgo Oriental, entonces perteneciente al  margraviato de Brandenburgo. Fue un niño precoz, considerado un prodigio en la escuela. Tras estudiar en Gotha, Eisenach, Wittenberg y Jena, realizó numerosos viajes en los que visitó la mayoría de los países de Europa. Demasiado independiente como para aceptar un cargo fijo, alternó estancias en Halle y en su finca del distrito de Sellerhausen en Leipzig.
Debido a que su biblioteca y manuscritos fueron destruidos por el fuego en Sellerhausen, Barth se mudó al Paulinum de Leipzig, lugar donde a la postre falleció. Dejó una voluminosa obra escrita. La edición de 1911 de la Enciclopedia Británica ofrece el siguiente juicio sobre Barth y su obra: «sus trabajos, fruto de extensas lecturas y de una memoria retentiva, son poco metódicos y acríticos, y adolecen de falta de gusto y claridad. Parece haber sido arrogante en exceso y de temperamento huraño». El mismo artículo reseñaba como sus más importantes escritos los siguientes:
- Adversariorum commentariolum en 60 tomos (Fráncfort 1624, reimpresión de 1658), un compendio de saberes diversos, procedentes no solo de escritores clásicos sino también medievales y modernos;
- comentarios sobre Claudiano (1650);
- comentarios sobre Estacio (publicados póstumamente en Zwickau, en 1664, bajo la supervisión de su amigo Christian Daum).

Puede citarse una obra adicional:
- Caspar Barthen Deutscher Phoenix (Caspar Barthen Fénix Alemán, 1626)

Además, realizó traducciones al latín de diversas obras, entre las que se cuentan La Celestina y la Diana enamorada de Gil Polo.
El comentarista Martín Fernández de Navarrete popularizó, en el siglo XIX, la creencia de que Cervantes se habría basado en Caspar von Barth como fuente para la construcción del licenciado loco en la novela corta El licenciado Vidriera. Dicha hipótesis, defendida en su Vida de Miguel de Cervantes (1819), pervivió hasta principios del siglo XX en que fue desechada por anacrónica, dado que la popularidad le llegó a Barth cuando ya Cervantes había fallecido (y, por tanto, ya llevaban un tiempo publicadas las Novelas ejemplares).